# コニ
コニまたはコニー（Koni ）はオランダのダンパー（ショックアブソーバー）メーカーである。

## 概要
日本では自動車やオートバイ用のサスペンションメーカーとして知られるが、フランス国鉄TGV Duplexやアムトラックのスーパーライナーの鉄道用サスペンション、橋梁用ダンパー等も製造している。
二輪オートバイ用のリアサスペンションは、1960年代から1970年代のWGPやヨーロッパの耐久レースシーンで数多くの強豪チームが採用し、レースシーンでアピールされた高性能は日本でも評判となった。オートバイマニア達の間では当時のレーシングマシンを模して改造するカフェレーサーカスタムの定番パーツであった他、当時のメーカー純正品は分解してのオーバーホールができなかったためメーカー純正サスペンションの代替補修パーツとしても好まれた。
しかしコニは2000年に全ての二輪用サスペンションの製造販売の中止を発表。その後コニは二輪用の製造販売権をオーストラリアのブルーペンプロダクトに譲り渡し、オーストラリアのライセンス工場で生産が再開された。
再生産にあたりサスペンション用の“コニ”ブランドは四輪専用となり、二輪用は“コニ”ブランドでの販売ができなくなったため、新たにアイコン（IKON ）、及びペガ（PEGA ）のブランド名で販売されている。アイコンとペガは日本への輸入代理店の違いによる差別化を図るために名称が異なる以外は基本的に差異はなく、どちらも同一の工場で生産された物である。
日本での代理店は、四輪用コニがエフイーティー。二輪用のアイコンはモーターステージ、ペガは川崎貿易。

## 歴史
- 1857年 - 創業。当初は馬具や馬車具の製造をしていた。
- 1932年 - 自動車用サスペンションに参入。以来ランボルギーニ、ポルシェ、マセラティ等有名スポーツカーメーカーに純正採用されている。
- 1950年 - 減衰力調整が可能なヴァリアブル・ダンピング・システム（Variable Dumping System ）開発。
- 1958年 - F1のサポートを開始、以来スクーデリア・フェラーリやマクラーレン・メルセデス等トップチームに採用された。
- 1972年 - アメリカ合衆国のITTインダストリーズ（英語版）の傘下となる。